# Varvara Lepchenko
Varvara Lepchenko (født 21. maj 1986 i Tasjkent, Sovjetunionen) er en russiskfødt amerikansk professionel tennisspiller.
Pr. 17. september 2012 var hun nr. 21 på verdensranglisten og nr. 2 i USA efter Serena Williams. Hun har vundet 11 ITF-single-titler i sin karriere.